# Sant’Agnese in Agone
Sant’Agnese in Agone – rzymskokatolicki kościół w Rzymie, w diecezji rzymskiej. Położony jest przy dłuższym, zachodnim boku Piazza Navona, w zwartej zabudowie pomiędzy dwoma pałacami: Palazzo Pamphili (po lewej), a Colleggio Innocenziano (po prawej). Wybudowany został na zlecenie papieża Innocentego X w miejscu dawnego stadionu Domicjana, na którym poniosła męczeńską śmierć święta Agnieszka, patronka kościoła.

## Historia placu i wcześniejszych świątyń
Piazza Navona, przy której znajduje się obecny kościół, powstał na miejscu starożytnego stadionu Domicjana, zbudowanego w latach 81–96 i mogącego pomieścić około 30 tysięcy widzów. Natomiast miejsce, na którym powstał kościół, było, według tradycji, miejscem męczeńskiej śmierci świętej Agnieszki. Agnieszka, 12-letnia dziewczyna, została zdemaskowana i zadenuncjowana jako chrześcijanka przez syna prefekta Rzymu, którego zaloty odrzuciła. Została następnie wtrącona do domu publicznego, którego pozostałości odkryto w ruinach stadionu. Tam została obnażona, ale udało jej się uniknąć upokorzenia dzięki długim włosom, które cudownie urosły i osłoniły jej ciało. Nikt nie ośmielił się jej poniżyć. Ostatni, który podjął tę próbę, padł jak rażony piorunem u jej stóp. Ostatecznie dziewczyna została oskarżona o praktyki magiczne i skazana na śmierć przez poderżnięcie gardła. W podziemiach kościoła jest jeszcze widoczna cela dawnego stadionu Domicjana w której odkopano kaplice z marmurowym reliefem Alessandra Algardiego z 1653 roku, przedstawiającym Agnieszkę wleczoną na męczeńską śmierć .
Miejsce to stało się w kolejnych stuleciach centrum pielgrzymek. Zbudowano tu oratorium, przekształcone w 1123 roku przez papieża Kaliksta II w niewielką bazylikę, która przypuszczalnie przetrwała w niezmienionej formie do 1575 roku, kiedy opisał ją Pompeo Ugonio. Fasada świątyni i główne wejście do niej znajdowały się od strony obecnej ulicy Via dell’Anima, gdzie według podań znajdowało się miejsce śmierci Świętej Agnieszki, określane mianem Agone. W połowie XV wieku do Rzymu przeprowadziła się część rodziny Pamphili, nabywając działkę przy Via dell’Anima, przy której zbudowała dom. Kardynał Giovanni Battista Pamphili polecił w 1634 roku przebudowanie domu na reprezentacyjny pałac kardynalski. Kiedy 15 września 1644 roku został papieżem, podjął konkretne plany dotyczące zabudowy Piazza Navona. Pierwszym z nich było zlecenie w 1648 roku zbudowania w centrum placu obelisku egipskiego, otoczonego przez wielką fontannę, zaprojektowaną przez Berniniego.

## Historia kościoła Sant’Agnese in Agone

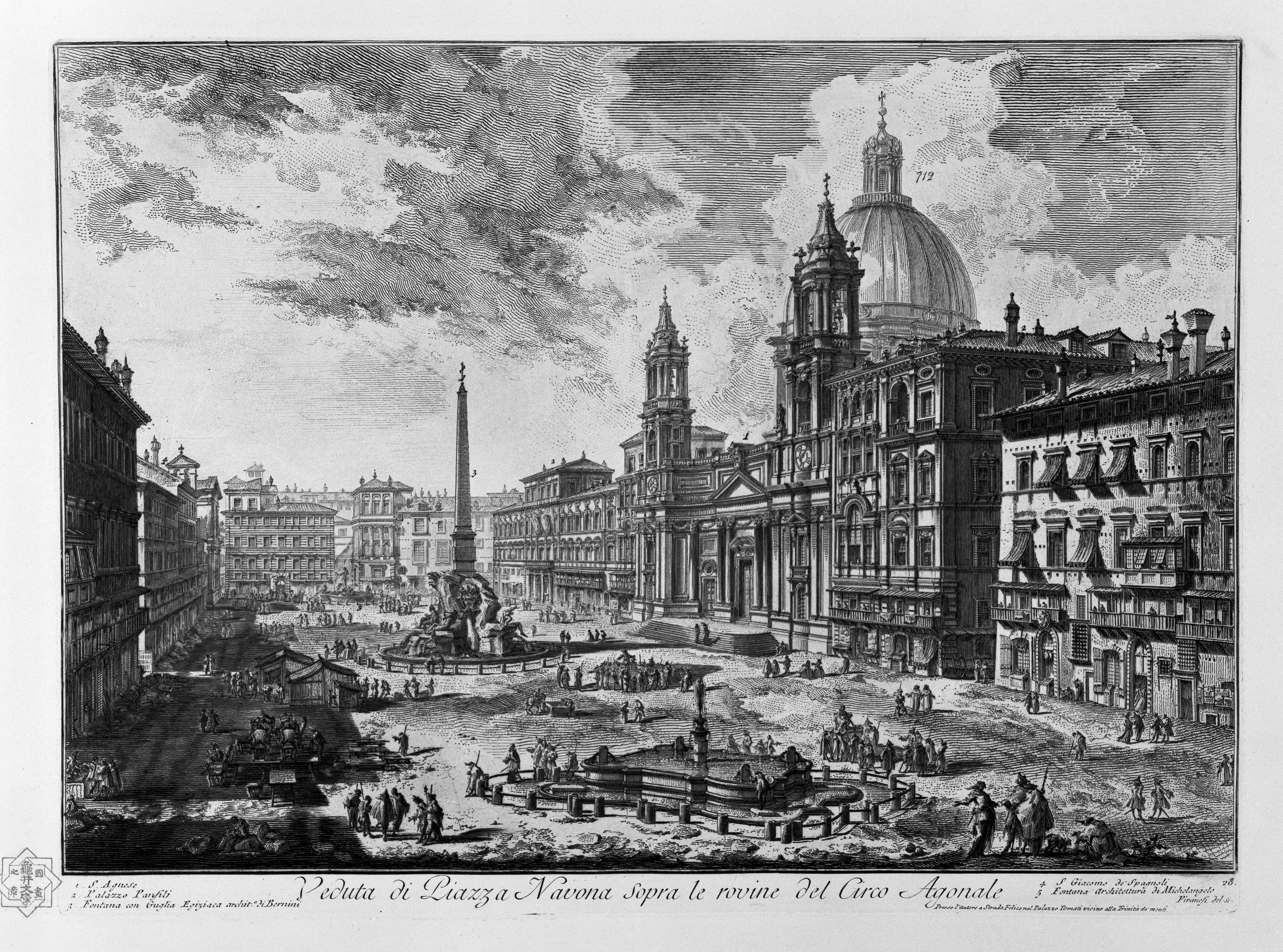
Giovanni Battista Piranesi, Widok na Piazza Navona na ruinach Circo Agonale (akwaforta, XVIII w.)

Papież podjął następnie plany budowy nowego kościoła, zlecając początkowo jego projekt Giovanniemu Battiscie Moli (1651), a następnie (1652) swemu nadwornemu architektowi, Girolamo Rainaldiemu. 3 września 1652 roku rozpoczęto wyburzanie starego kościoła Sant’Agnese, po czym ruszyły prace budowlane, nadzorowane przez projektanta nowego kościoła oraz jego syna Carlo. Projekt zakładał budynek centralny na planie krzyża greckiego z kopułą bez bębna. Fasadę miały flankować dwie wieże. Ponieważ projekt wywołał krytykę, papież zdecydował się odwołać Rainaldiego. W sierpniu 1653 roku kierownictwo robót przejął Francesco Borromini. Zmienił on projekt fasady kościoła, zwiększając jej wysokość. Kopułę postanowił oprzeć na wysokim bębnie. Część środkowa fasady z portykiem została cofnięta w stosunku do linii wież bocznych. Prace nabrały tempa. 7 stycznia 1655 roku zmarł papież Innocenty X, który przed śmiercią powierzył swemu kuzynowi Camillo Pamphili zadanie doprowadzenia budowy kościoła do końca. Następca Innocentego X, Aleksander VII powołał komisję mającą za zadanie wyeliminowanie ewentualnych błędów Borrominiego, który pod wpływem krytyki podał się w 1657 roku do dymisji, zanim go odwołano. Dokończenie budowy kościoła powierzono Carlo Rainaldiemu, który zmodyfikował projekt Borrominiego. Po śmierci Camillo Pamphiliego w 1666 roku nadzór nad robotami budowlanymi przejęła wdowa po nim, Donna Olimpia. Dopuściła ona do prac w komisji Berniniego, który zaprojektował gzyms wewnętrzny, stiuki, fryz i sklepienia. Wysoką attykę z trójkątnym tympanonem i dzwonnicami oraz wystrój kopuły wykonał Giovanni Maria Baratta, działający już pod kierownictwem Borrominiego jako snycerz. Schody prowadzące do kościoła zbudował w latach 1667–1673 Giuseppe Baratta. 17 stycznia 1672 roku miała miejsce konsekracja kościoła, choć prace dekoracyjne nadal trwały. Od chwili konsekracji kościół stał się własnością roku Doria-Pamphili, scedowaną w 1992 roku na rzecz Wikariatu generalnego Rzymu. Żelazne ogrodzenie okalające schody wykonał w 1851 roku na zlecenie papieża Piusa IX Giovan Battista Celsi.

### XIX-wieczne modyfikacje
W XIX wieku wykonano prace dekoracyjne we wnętrzu. W 1853 roku odnowiono żelazne ościeżnice w latarni na kopule, a w 1859 roku zbudowano kaplicę podziemną (Cappella Sottoterranea). Andrea Busiri Vici zaprojektował 8 dużych, żelaznych okien. Dzwonnice otrzymały ołowiane zadaszenia. Posadzkę przywrócono do stanu z początku XIX-wieku.

## Architektura

### Wygląd zewnętrzny
Fasada kościoła, znajdująca się pomiędzy dwoma pałacami: Palazzo Pamphili (po lewej), a Colleggio Innocenziano (po prawej) składa się z trzech części: środkowej, wklęsłej, zwieńczonej trójkątnym portykiem, flankowanym podwójnymi kolumnami w porządku korynckim, oraz części bocznych, ujętych dwiema parami pilastrów w porządku korynckim i zwieńczonych wieżami-dzwonnicami. W architekturze fasady kościoła znalazły odzwierciedlenie trzy założenia architektury barokowej: przemienność form wklęsłych i wypukłych, kontrast pomiędzy stałymi a odkształcalnymi sekcjami fasady oraz kontrast pomiędzy partiami ścian pełniącymi aktywną funkcję nośną a tymi, które są ich wypełnieniem. Dzięki dominującej wypukłej kopule i szerokiej, wklęsłej fasadzie pierwsze z tych założeń jest najbardziej dominujące w widoku fasady (podobnie jak w uniwersyteckim kościele Sant’Ivo alla Sapienza, zbudowanym przez Borrominiego mniej więcej w tym samym czasie).
Pomimo swego wklęsłego kształtu fasada kościoła Sant’Agnese wykazuje pewne podobieństwo do frontonu bazyliki św. Piotra na Watykanie: jednopiętrowa konstrukcja przedzielona kolumnami i zwieńczona attyką, fasada umieszczona z przodu świątyni i dwie dzwonnice boczne (zaprojektowane również w bazylice św. Piotra, ale nie zrealizowane). Różni je natomiast bezpośredni widok kopuły w przypadku Sant’Agnese, czego nie udało się Madernie osiągnąć w bazylice św. Piotra.

### Wnętrze
Kościół zbudowany został na planie krzyża greckiego, z dużą nawą w formie ośmiokąta, na którego głównych osiach znajdują się: przedsionek (od wschodu), apsyda (od zachodu) oraz kaplice boczne: św. Agnieszki (od północy) i św. Sebastiana (od południa). W narożnikach ośmiokąta umieszczono kolumny i pilastry wspierające bęben z kopułą. Na osiach przekątnych natomiast umieszczono wnęki ołtarzowe.

#### Ołtarz główny

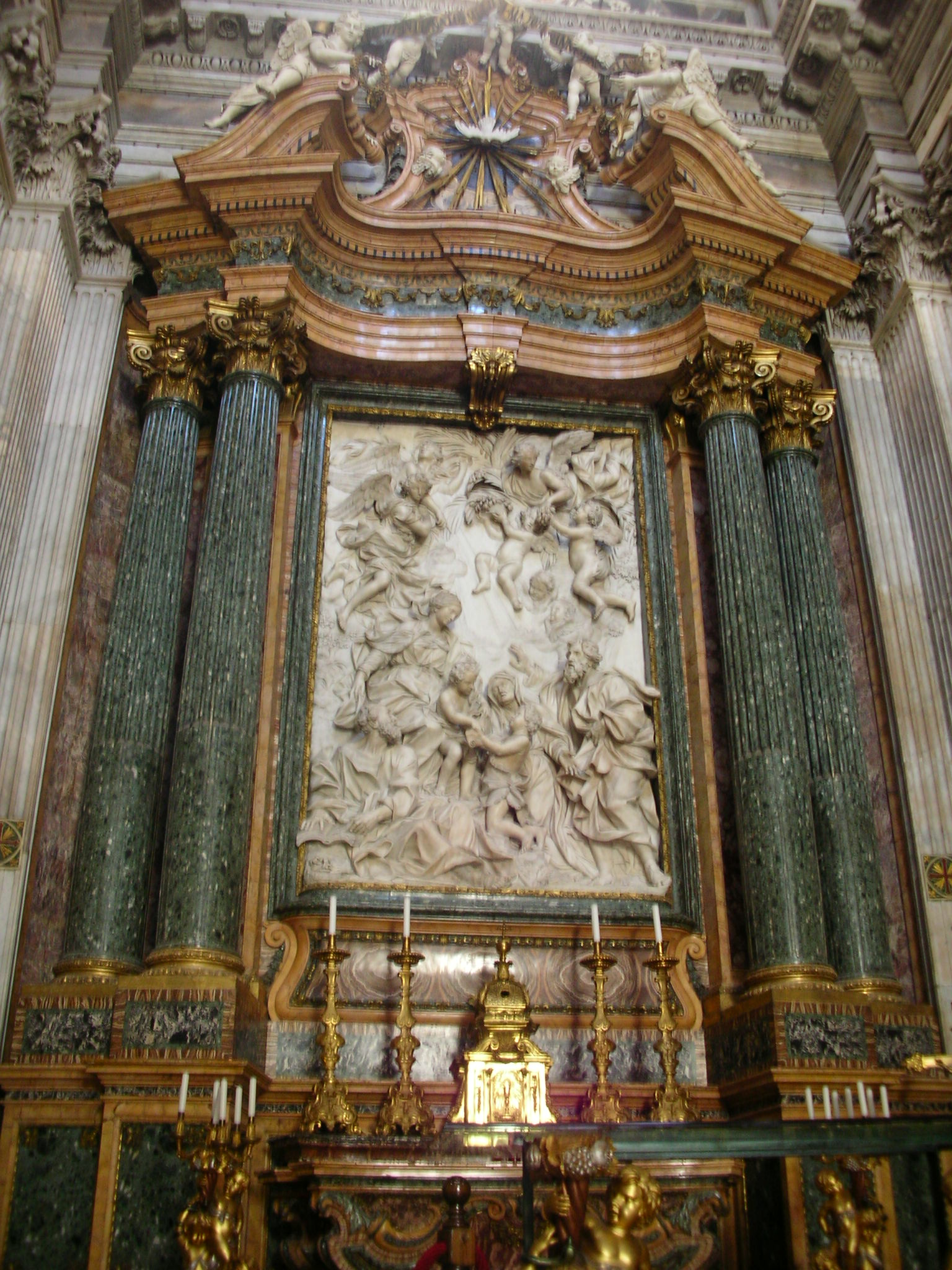
Ołtarz główny

Budowa obecnego ołtarza rozpoczęła się w 1720 roku w oparciu o projekt Carlo Rainaldiego, podjęty następnie przez Cira Ferriego. Ołtarz jest architektoniczny, kulisowy. Jego elewację frontową tworzą umieszczone na wysokich, dostosowanych do wklęsłego rzutu ołtarza cokołach, cztery kolumny (po dwie z każdej strony), wykonane ze starożytnego, zielonego marmuru, pochodzącego z Arco di Marco Aurelio al Corso, zwieńczone marmurowymi, pozłacanymi kapitelami w porządku kompozytowym, dźwigające zakrzywione belkowanie. Fasadę ołtarza wieńczy tympanon udekorowany figurami aniołów podtrzymujących gołębia z palmą, symbolem męczeństwa.
Początkowo ołtarz, którego wykonanie zlecono Alessandro Algardiemu, miał być poświęcony cudowi św. Agnieszki, patronki kościoła. Po śmierci artysty 10 czerwca 1654 roku budowę ołtarza w oparciu o jego projekt, mieli kontynuować jego uczniowie, Ercole Ferrata i Domenico Guidi. Wykonali oni pełnoplastyczny model z gipsu, który znalazł się ostatecznie w rzymskim Oratorio dei Filippini. Po problemach związanych ze zmianami projektów dekoracji świątyni Domenico Guidi dopiero w 1673 roku podjął się wykonania dekoracji plastycznej ołtarza, która została oficjalnie ukończona 13 lipca 1688 roku. Dekorację plastyczną stanowi wielki relief z białego marmuru przedstawiający Świętą Rodzinę ze Świętą Elżbietą, Świętym Janem i Świętym Zachariaszem. Umieszczeni centralnie Jezus i Święty Jan oświetleni są promieniami Ducha Świętego, a całość kompozycji wieńczą figurki aniołów, cherubinów i putta, umieszczone pośród gałązek oliwnych i kiści daktyli.

#### Ołtarze boczne
Na osiach głównych ośmiokątnej nawy umieszczono wejście do kościoła, apsydę i dwie boczne kaplice, natomiast w czterech narożnikach osi przekątnych pomiędzy parami kolumn z czerwonego marmuru zbudowano cztery wnęki, w których umieszczone zostały marmurowe ołtarze boczne; w ich projektowaniu uczestniczył również Alessandro Algardi. Po jego śmierci prace kontynuowali jego uczniowie, Ercole Ferrata i Domenico Guidi.

##### Ołtarz Świętej Cecylii
Motywem ikonograficznym płaskorzeźby ołtarza znajdującego się z lewej strony ołtarza głównego jest Śmierć Świętej Cecylii. Dzieło zostało początkowo (1660) zlecone Giuseppe Peroniemu, który jednak zdążył wykonać tylko model kompozycji. Po jego śmierci w 1662 roku pracę kontynuował Antonio Raggi tworząc niezwykle malowniczą kompozycję, w której umierająca Święta Cecylia została ukazana w chwili, gdy nawiedza ją papież Urban I w towarzystwie dwóch rzymskich notabli, Waleriana i Hipolita. Unoszące się nad nimi anioły trzymają palmę, symbol męczeństwa. 20 października 1599 roku podczas prac restauratorskich w bazylice św. Cecylii na Zatybrzu zostało znalezione nienaruszone ciało Świętej Cecylii.

##### Ołtarz Świętej Emerencjany
Tematem płaskorzeźby wypełniającej ołtarz stojący po prawej stronie ołtarza głównego jest Męczeństwo Świętej Emerencjany (1668–1709), dzieło Ercole Ferraty, ukończone w 1709 roku przez Leonarda Rieti. Święta Emerencjana, ukazana w chwale, stanowi punkt centralny założenia kompozycyjnego; ręce ma skrzyżowane na piersiach w geście modlitwy przed grobem swojej siostry mlecznej, świętej Agnieszki, która przepowiada jej Raj. Kompozycja przedstawia moment ukamienowania Świętej Emerencjany przez otaczających ją pogan. Jeden spośród unoszących się nad nią aniołów, środkowy, trzyma koronę męczeństwa.

##### Ołtarz Świętego Eustachego
Płaskorzeźba wypełniająca ołtarz stojący po prawej stronie wejścia przedstawia Męczeństwo Świętego Eustachego. Realizacje dzieła rozpoczął w 1666 roku Melchiorre Cafà, a po jego śmierci ukończył w 1669 roku Ercole Ferrata. Święty Eustachy, ukazany w stroju rzymskiego żołnierza w pozycji modlącej, w towarzystwie żony Teopisty i dwóch synów, Teopista i Agapia umieszczony został w miejscu swego męczeństwa, pośród lwów liżących, ku zdziwieniu gapiów, jego stopy. Unoszący się na niebie anioł wkłada na jego głowę koronę i palmę męczeństwa.

##### Ołtarz Świętego Aleksego
Tematem płaskorzeźby wypełniającej ołtarz z prawej strony wejścia jest Śmierć Świętego Aleksego, dłuta Giovanniego Francesca Rossiego (1660–1663). Kompozycja ukazuje Świętego Aleksego w agonii, leżącego na ziemi. Wśród otaczających go postaci, z lewej strony, stoją: jego ojciec Eufemiusz oraz papież Sykstus III. Wypukły relief został skomponowany w sposób narracyjny i klasyczny, właściwy Algardiemu; jest skoncentrowany na znajdującej się na pierwszym planie postaci umierającego świętego, trzymającego w ręku krzyż, z oczami skierowanymi ku niebu. W głębi umieszczone są otaczające go postacie. Relief nawiązuje do popularnej w średniowieczu legendy o jego życiu.

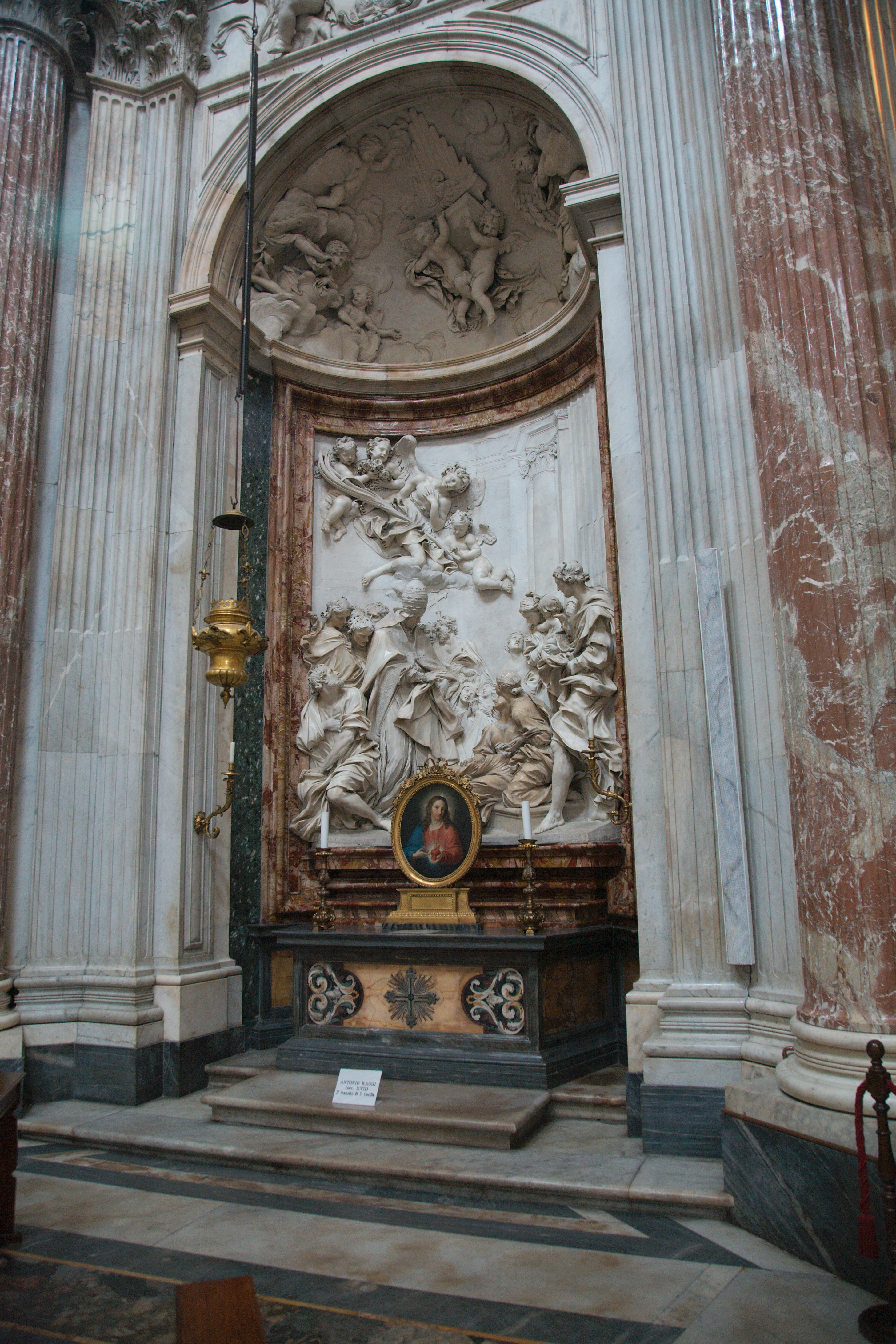
Ołtarz Świętej Cecylii
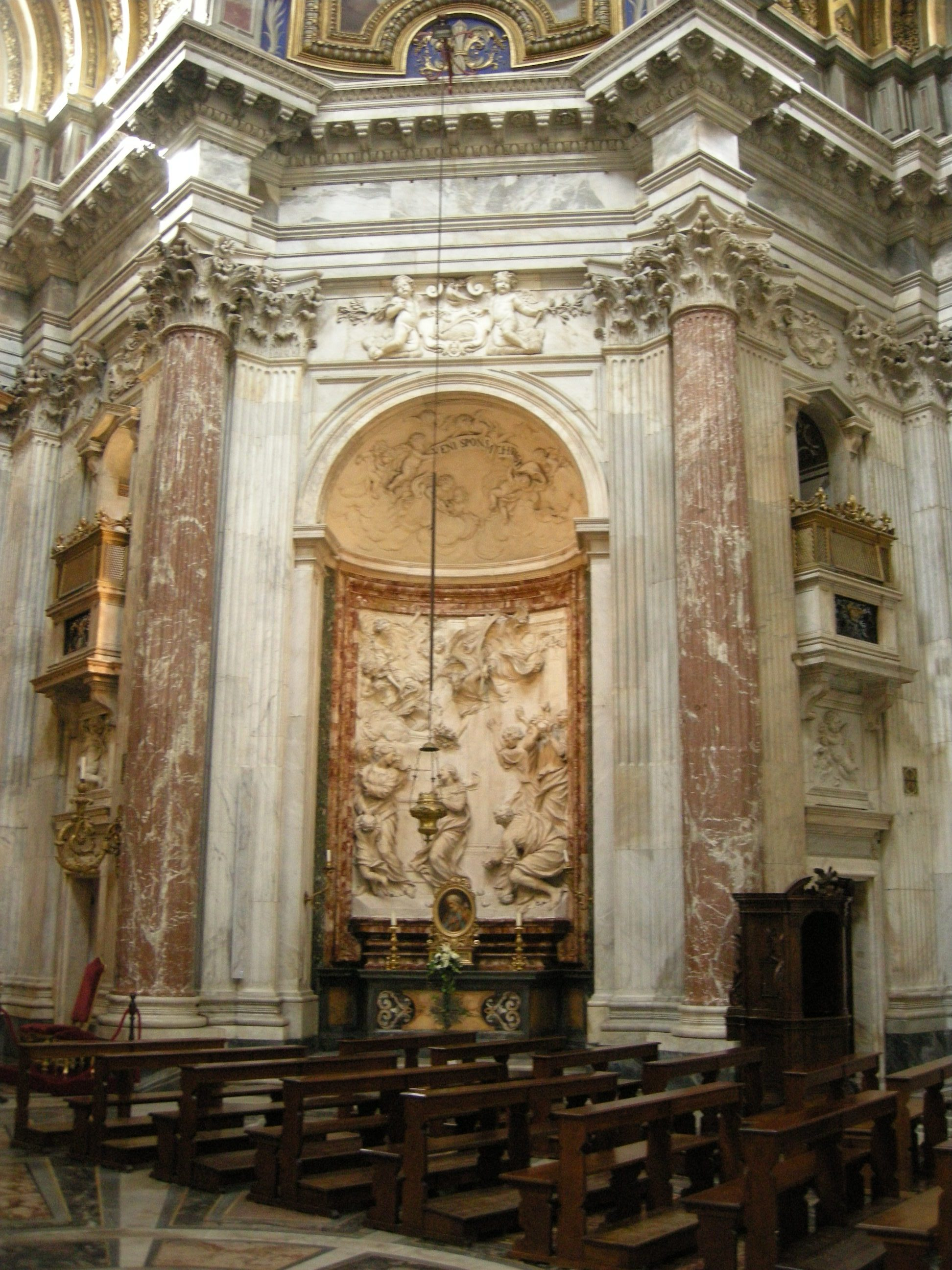
Ołtarz Świętej Emerencjany
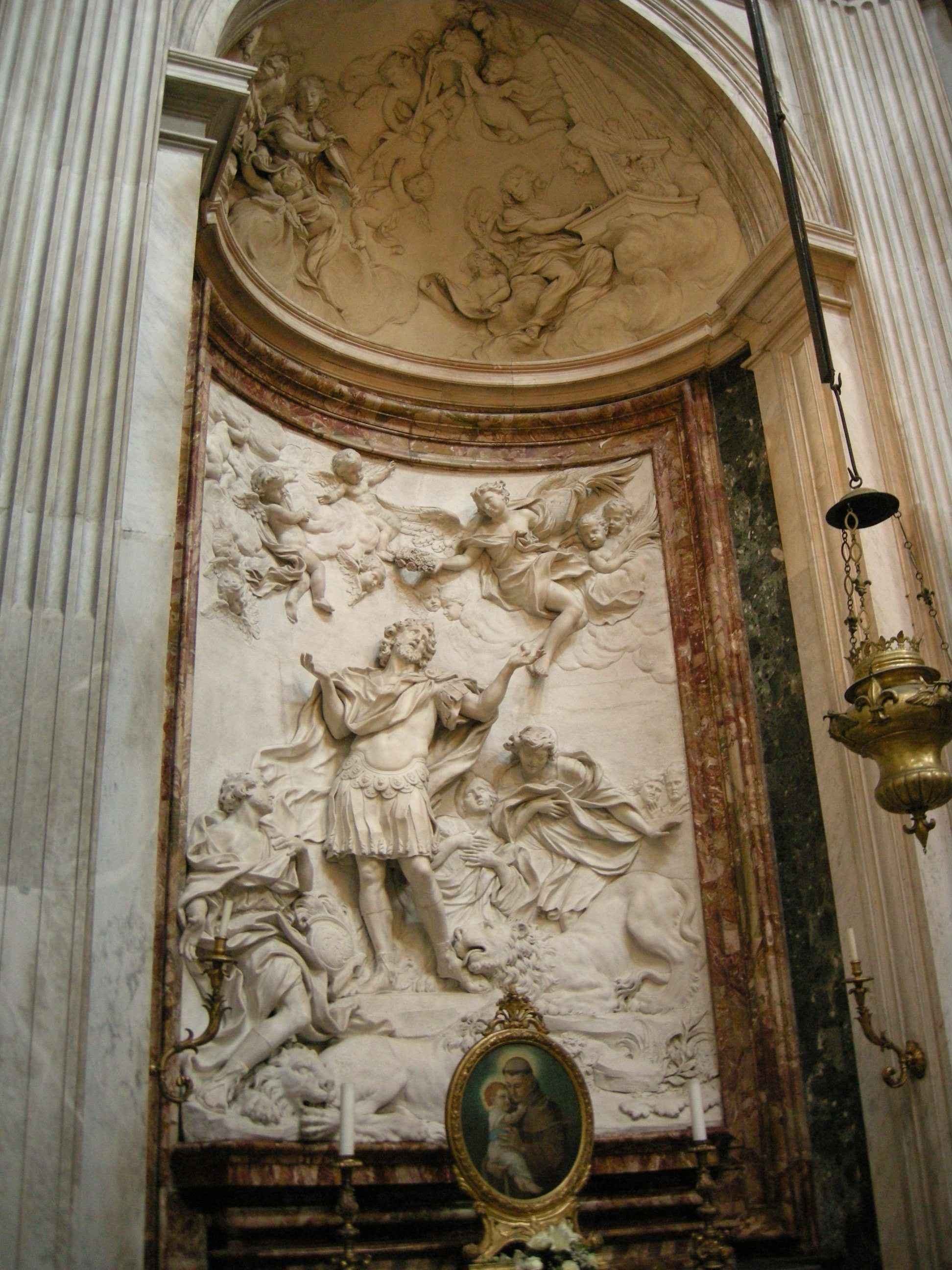
Ołtarz Świętego Eustachego
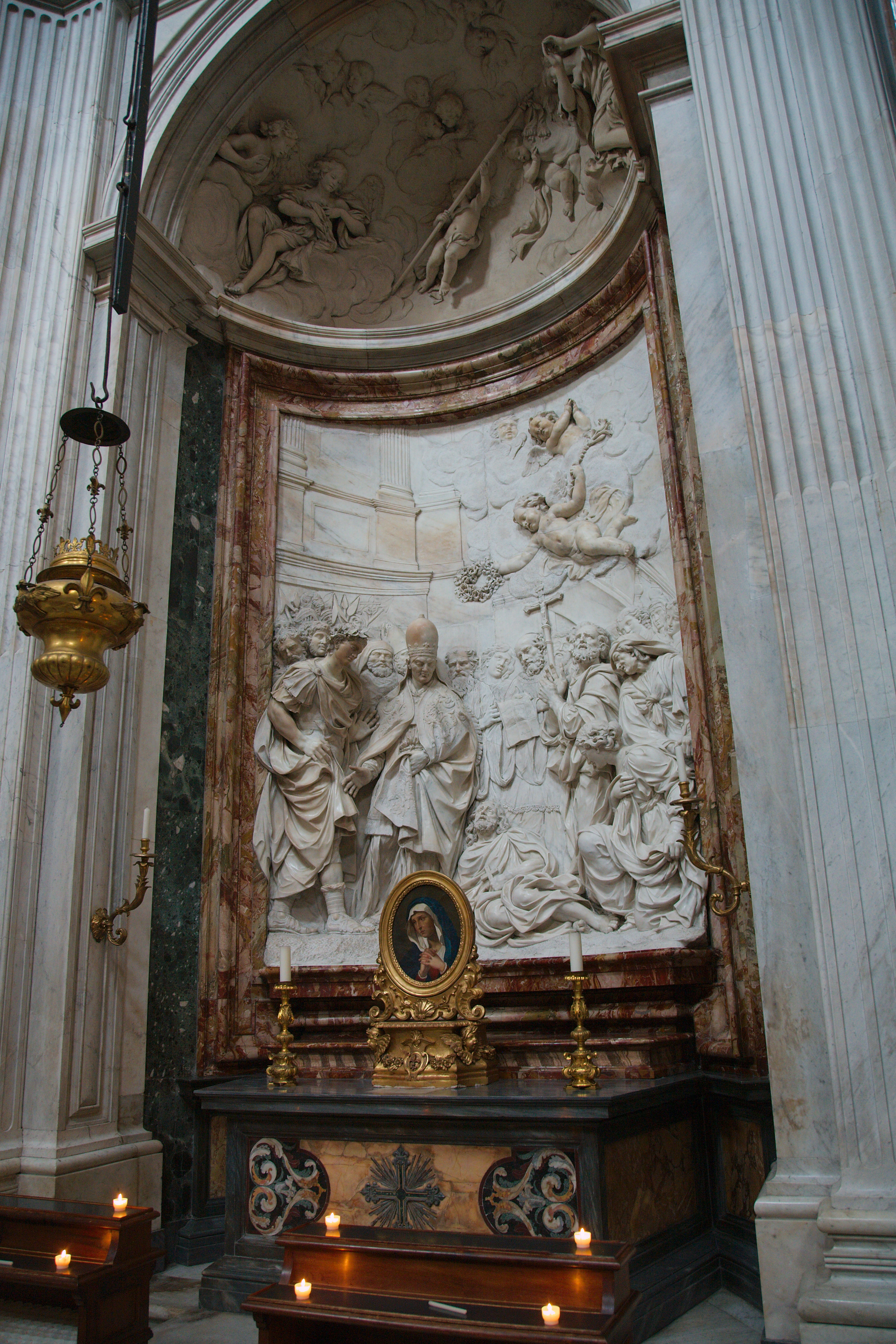
Ołtarz Świętego Aleksego

#### Kaplica i ołtarz Świętej Agnieszki

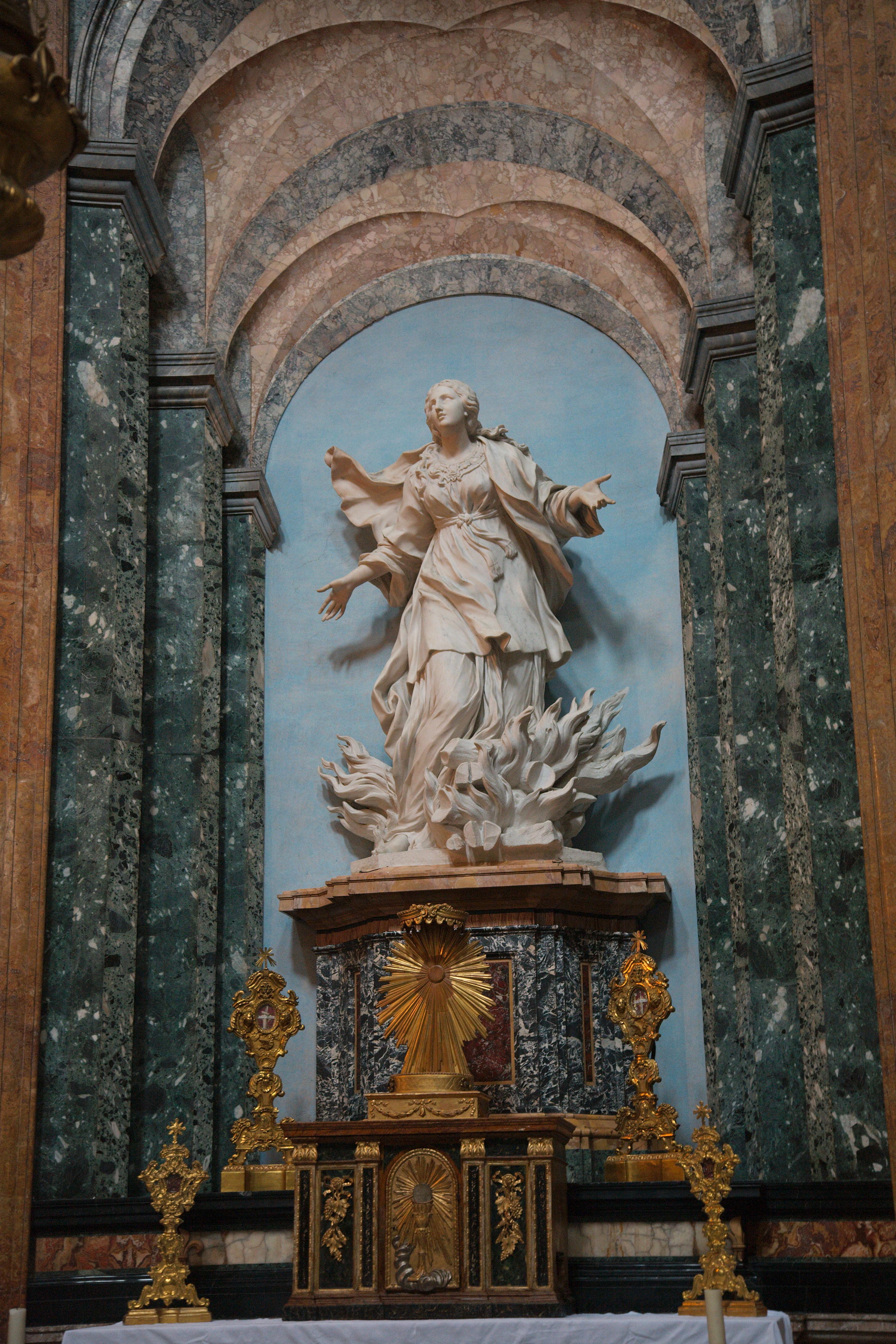
Kaplica i ołtarz Świętej Agnieszki

Zbudowanie pod koniec 1657 roku kaplic Świętej Agnieszki i Świętego Sebastiana, położonych po obu stronach nawy, było efektem zmian w projekcie architektonicznym samego kościoła, wprowadzonych po śmierci papieża Innocentego X 7 stycznia 1755 roku. Wówczas pojawił się zamysł poświęcenia patronce świątyni nie tylko ołtarza, ale i osobnej kaplicy, usytuowanej w pobliżu miejsca jej męczeńskiej śmierci. Pilastry kaplicy zbudowano z zielonego, antycznego marmuru, sklepienie krzyżowe – z marmuru żółtego, natomiast kapitele pilastrów – z marmuru karraryjskiego. Na tle kaplicy znajduje się ołtarz. Składa się z sarkofagu, którego część środkowa została zbudowana z marmuru z Cottanello i ozdobiona wizerunkiem gołębia – elementem herbu rodu Pamphili, natomiast części boczne wykonano z lustrzanych płyt z alabastru. Gzymsy wykonano z marmuru z Portasanta. Stojący na ołtarzu, na wysokim piedestale, posąg Świętej Agnieszki wyrzeźbił Ercole Ferrata. Wybrał on moment męczeństwa młodej dziewczyny, aby podkreślić świętość miejsca. Postać Świętej jest oświetlona światłem padającym ze świetlika, niewidocznego z dołu. Jej ręce są rozłożone w geście modlitwy, chroniącej ją przed płomieniami ogarniającymi jej stopy. Kształt postaci oraz ułożenie ciała i nóg Świętej artysta zaczerpnął z własnej rzeźby Świętego Anioła z krzyżem, wykonanej dla dekoracji mostu św. Anioła. Ołtarz wieńczą rzeźby skrzydlatych aniołów z symbolami męczeństwa – korona z kwiatów i palma. Umieszczone ponad aniołami putta dzierżą szarfę z łacińskim napisem „In medio ignis non sum aestuata” („[stoję] pośród płomieni, ale nie płonę”). Anioły i putta, będące również dziełem Ferraty, powstały w 1666 roku. Dekoracje wokół świetlika (muzykujące anioły) wykonał rzeźbiarz Paolo Landini, który pracował w kościele w latach 1662–1664 razem z Giovannim Battistą Ferrabosco i Giovan Francesco De Rossim. Kaplica, odrestaurowana ze środków Fondazione Banka Nazionale delle Comunicazioni, została ponownie otwarta 21 stycznia 1998 roku, w dzień wspomnienia jej patronki.

#### Kaplica i ołtarz Świętego Sebastiana

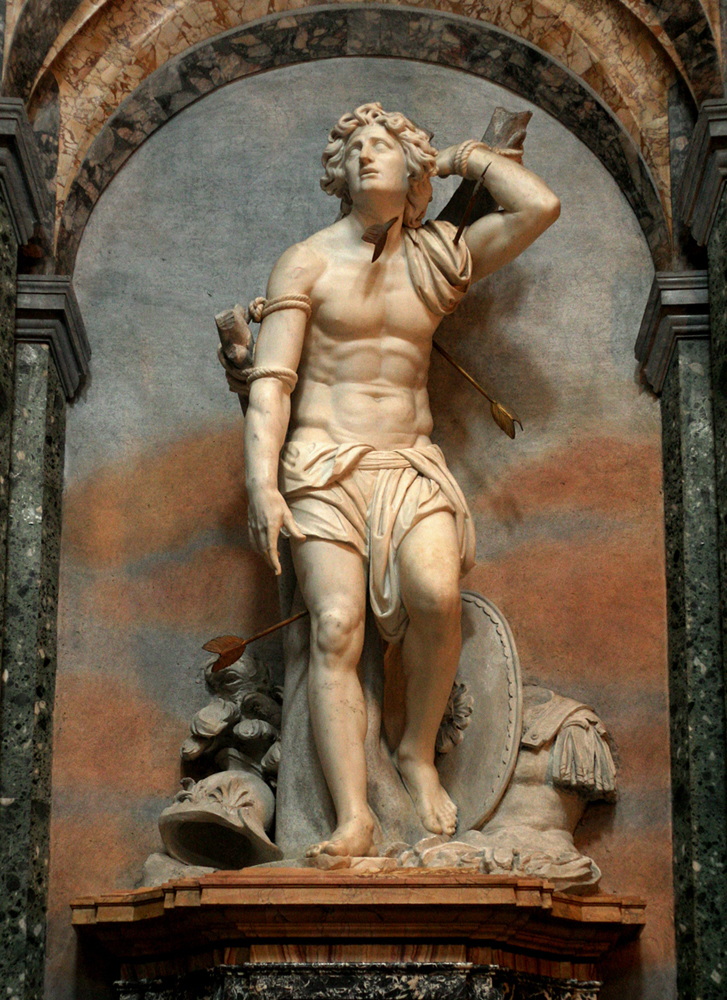
Kaplica i ołtarz Świętego Sebastiana

Kaplica i ołtarz Świętego Sebastiana usytuowane są po przeciwległej, południowej stronie nawy, symetrycznie w stosunku do kaplicy i ołtarza Świętej Agnieszki. Kompozycja architektoniczna obu kaplic i ich wystrój dekoracyjne są identyczne, jednak kaplica Świętego Sebastiana, której budowę rozpoczęto w 1660 roku, została ukończona wiele lat po kaplicy Świętej Agnieszki. Patron kaplicy, Święty Sebastian, był żołnierzem pochodzącym z Galii, przypuszczalnie z Narbony. Po przeniesieniu się do Mediolanu znalazł się w oddziałach cesarza Dioklecjana. Nawrócony na chrześcijaństwo pomagał uwięzionym współwyznawcom, za co został skazany przez cesarza na śmierć przez przywiązanie do pnia drzewa i przeszycie strzałami. Jego porzucone ciało odnalazła pewna wdowa, Irena, i przywróciła do życia. Sebastian ponownie udał się do cesarza, który tym razem kazał go zatłuc pałkami, a ciało wrzucić do Cloaca Maxima. Wydobył je stamtąd i pochował w rzymskich katakumbach pewien chrześcijanin. Posąg Świętego Sebastiana wyrzeźbił w latach 1717–1719 Pietro Paolo Campi, uczeń Pierre’a Le Grosa (młodszego). Artysta przedstawił postać męczennika według zasad klasycznej ikonografii: nagiego, w pozycji stojącej, z ramionami przywiązanymi do pnia drzewa. U jego stóp leżą hełm z pióropuszem, tarcza i kirys. W szyi, barku, piersiach i udzie widoczne są strzały, które go ugodziły. Również i w tej kaplicy światło dzienne wpada do środka przez świetlik. Dwa duże anioły w zwieńczeniu kaplicy trzymają w rękach koronę i palmę, zaś dwa mniejsze – kartusz, umieszczony w XIX wieku zamiast wcześniejszej szarfy z napisem. Dekorację świetlika stanowią stiukowe, muzykujące anioły.

#### Kaplica Świętego Filipa Neri
Kaplica Świętego Filipa Neri została usytuowana z lewej strony apsydy. Jej patron, noszący tytuł „Apostoła Rzymu” należy do najpopularniejszych włoskich świętych. Założył „oratorium”, miejsce przeznaczone między innymi dla edukacji młodzieży. Był bardzo czczony przez Girolamo Pamphiliego, swego pokutnika już od dzieciństwa. To rodzina Pamphili postanowiła wznieść kaplicę dedykowaną Świętemu Filipowi Neri.

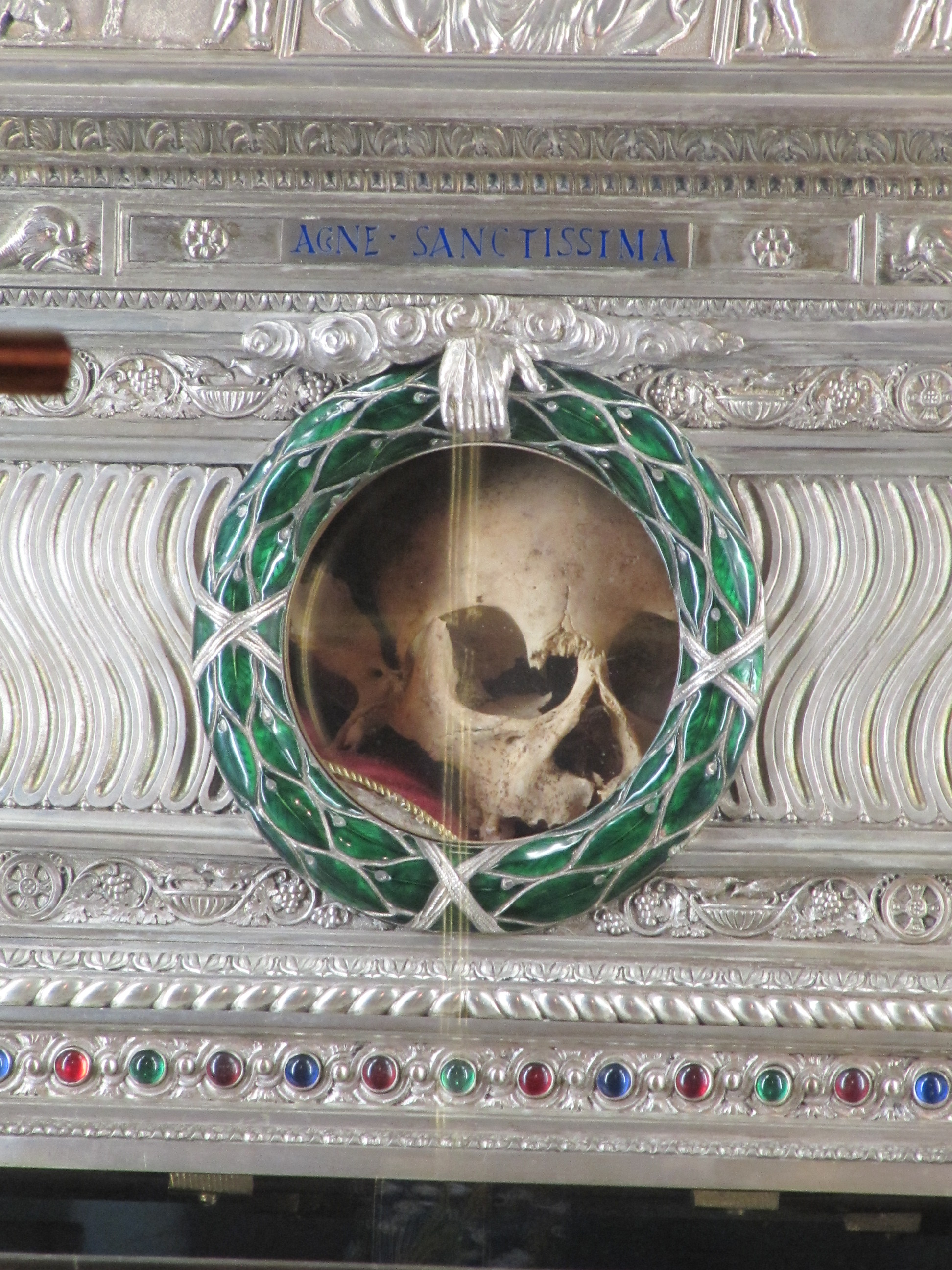
Relikwiarz z czaszką Świętej Agnieszki

Na sklepieniu kaplicy znalazł się fresk Święta Dziewica przyjmująca do nieba Świętego Filipa Neri pędzla Francesco Allegriniego, ukończony przypuszczalnie na początku 1663 roku. Na ołtarzu znajduje się niewielki obraz Święta Dziewica opłakująca martwego Chrystusa, należący do Świętego Filipa Neri.
Kaplicę odrestaurował w 1859 roku książę Filippo Andrea V Doria Pamphili według projektu architekta Andrei Busiri Vici. Przypuszczalnie w tym czasie przebudowano tabernakulum nadając mu formę małej świątyni oraz zbudowano drugie, mniejsze tabernakulum, ulokowanej w prawej ścianie bocznej. Wewnątrz tabernakulum znajduje się, z woli Alfonso Doria Pamphili, srebrny relikwiarz, zawierający czaszkę Świętej Agnieszki, która, oddzielona od reszty jej ciała przez papieża Paschalisa I, przechowywana była wcześniej w Sancta Sanctorum w srebrnym sarkofagu, ofiarowanym przez papieża Honoriusza III. W 1908 roku papież Pius X zarządził przeniesienie czaszki do kościoła Sant’Agnese in Agone zastrzegając przy tym sobie i swoim następcom prawo własności do relikwii. W korytarzu łączącym kaplicę z kościołem znajduje się zejście do krypty z grobowcami rodziny Pamphili.

#### Kaplica Świętej Franciszki Rzymianki
Święta Franciszka Rzymianka została ochrzczona w kościele Sant’Agnese. Już od dziecka marzyła o życiu konsekrowanym. W 1425 roku założyła zakon żeński Congregazione delle Oblate di Maria, oparty na regule benedyktyńskiej, zajmujący się działalnością charytatywną. Po śmierci męża w 1436 roku została przełożoną zgromadzenia. Na ołtarzu kaplicy jej dedykowanej widnieje marmurowa płaskorzeźba z jej wizerunkiem, który ukazuje ją w stroju zakonnym demonstrującą w obecności anioła księgę reguł zakonnych. Autorstwo reliefu przypisywane jest Domenico Guidiemu. Na sklepieniu kaplicy widnieje obwiedziony stiukowym gzymsem fresk, przypisywany Francesco Cozzie, przedstawiający Świętą Franciszkę wziętą do nieba i przyjętą przez Trójcę Świętą. Znajdujący się obok niej anioł trzyma w ręku księgę reguł zakonnych. W centrum malowidła widnieje promieniujący Duch Święty, otoczony aniołami grającymi na różnych instrumentach. Poniżej mensy ołtarzowej znajduje się jej chrzcielnica, wycięta z bloku kamiennego pochodzącego z wcześniejszego kościoła.

#### Kopuła

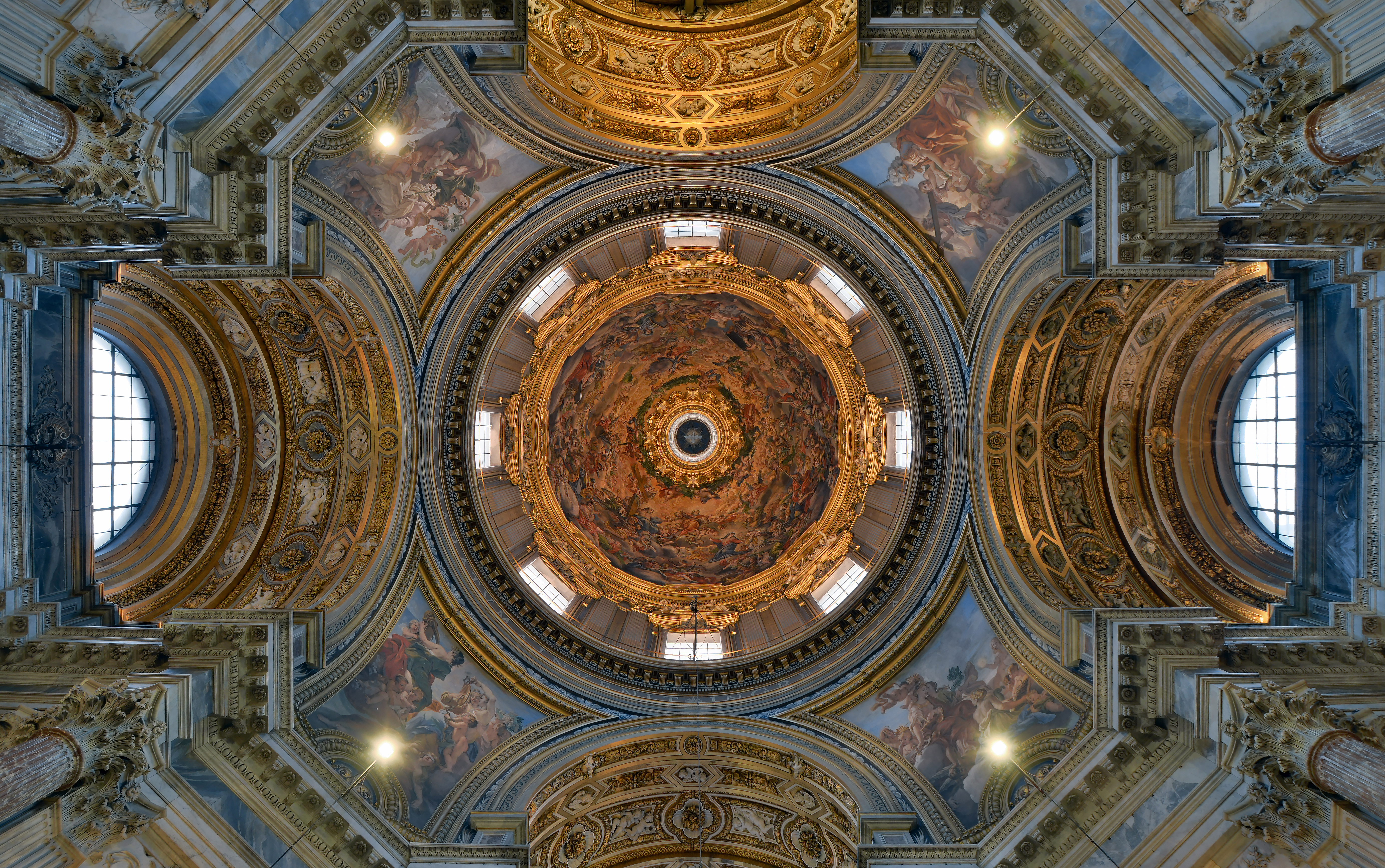
Wnętrze kopuły

Kopuła wspiera się na bębnie przeprutym ośmioma wielkimi oknami. Każde z okien zwieńczone jest tympanonem z dwoma aniołami, trzymającymi koronę i palmę. Dekorację kopuły zlecił w 1670 roku papież Innocenty X Ciro Ferriemu. Tematem namalowanego fresku jest Prezentacja Świętej Agnieszki w chwale niebios ukazanej pośród triumfujących aniołów, świętych, męczenników oraz postaci ze Starego i Nowego Testamentu. Ciro Ferri nie zdążył ukończyć swego malowidła; zmarł w 1689 roku, a fresk ukończył jego uczeń Sebastiano Corbellini. Inspirację do fresku artysta zaczerpnął z 8 obrazów Nicolasa Dorigny’ego. Pod podwójnym gzymsem kopuły, wykonanym z pozłacanego stiuku, odgraniczającym ją od latarni widoczny jest rząd aniołów, podtrzymujących długi girland z palm. Latarnię zaprojektował Francesco Borromini, a zbudował w 1657 roku Carlo Rainaldi.

##### Pendentywy kopuły
W grudniu 1666 na skutek interwencji Berniniego Giovanni Battista Gaulli, zwany Baciccio otrzymał od rodziny Pamphili zlecenie dekoracji pendentywów kopuły. Zadanie to zrealizował w latach 1668–1671. Program ikonograficzny malowideł stanowiły cztery cnoty kardynalne: roztropność (prudenza), sprawiedliwość (giustizia), umiarkowanie (temperanza) i męstwo (fortezza). Artysta nadal cyklowi własną interpretację, przedstawiając poszczególne cnoty jako personifikacje.

#### Monument Innocentego X

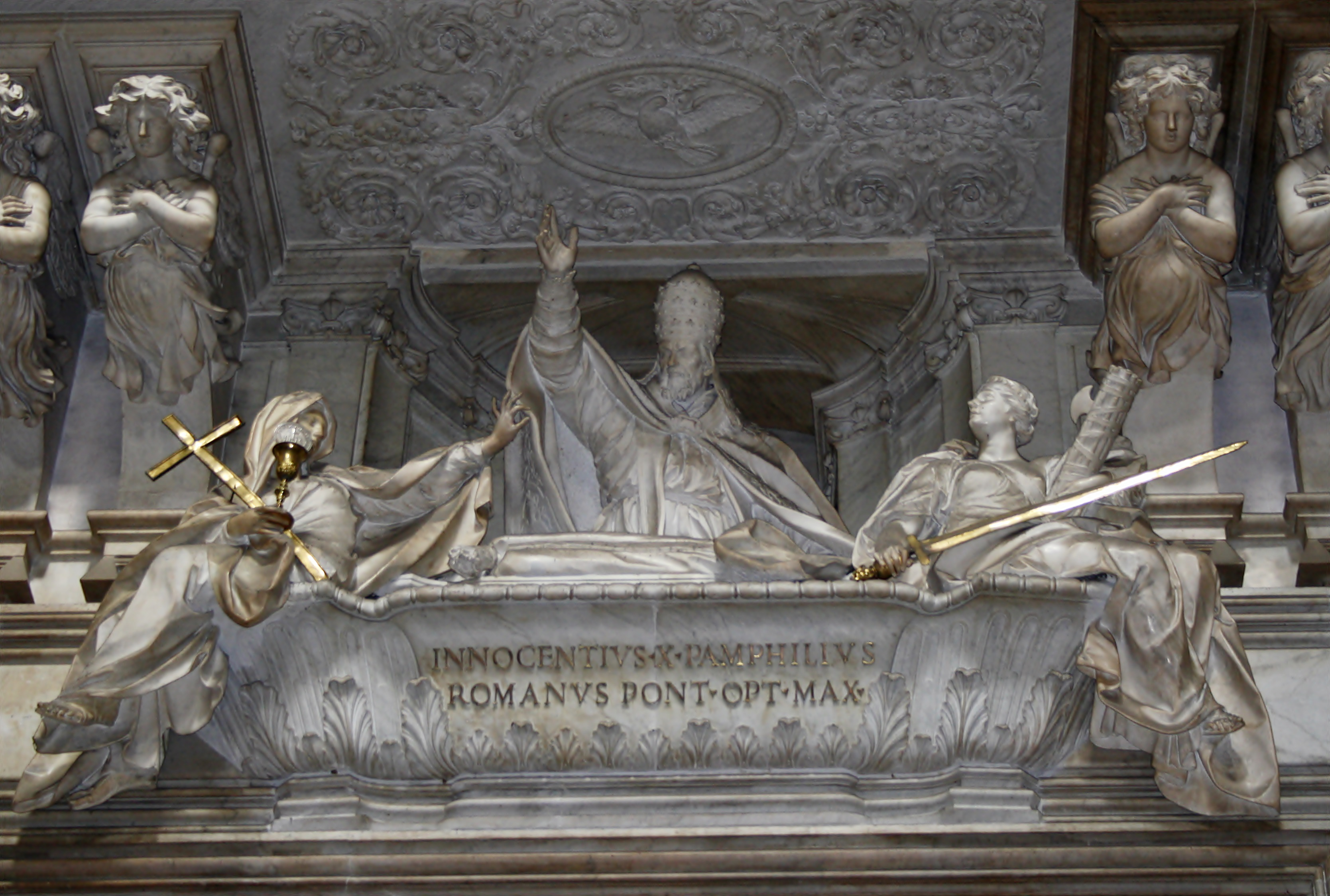
Grobowiec Innocentego X

Kościół Sant’Agnese został zaplanowany jako mauzoleum rodu Pamphili. Wyrazem tego jest monumentalny grobowiec papieża Innocentego X. zaprojektowany przez Francesco Borrominiego w 1653 roku; miał on być pierwotnie zlokalizowany w miejscu, w którym obecnie znajduje się kaplica Świętej Agnieszki. W 1667 roku Bernini sporządził projekty grobowca, ale prac przy nim nie podjęto. Dopiero w 1698 roku postanowiono zlokalizować grobowiec u wejścia do kościoła. Rzeźby wykonał Giovanni Battista Maini. Prace zakończył w 1729 roku. Dwie postacie alegoryczne na wieku trumny wyobrażają Sprawiedliwość (ze szpadą w ręku) i Religia w długim płaszczu, z krzyżem, złotym kielichem i konsekrowaną hostią, symbolami, które reprezentowały koncepcje programowe pontyfikatu Innocentego X. Kantoria, zaprojektowana przez Rainaldiego i zbudowana w latach 1659–1662, podparta jest przez dwie pary kariatyd w formie aniołów, wykonanych przez Domenica Poli i Isidora Barattę.

#### Organy
Pierwotne organy zbudował na zlecenie papieża Innocentego X Guglielmo Hermans. W 1914 roku Walker zbudował nowe, obecnie istniejące organy, do których wykorzystał niektóre elementy z poprzednich organów.

#### Krypta
Schody do krypty znajdują się za lewym pilastrem ołtarza Świętego Aleksego. Krypta znajduje się w miejscu męczeńskiej śmierci Swietej Agnieszki, które przez całe średniowiecze było miejscem jej kultu. Kryptę tworzą trzy pomieszczenia urządzone w aulach dawnego stadionu Domicjana. Pierwsze prace renowacyjne przeprowadził w tym miejscu Francesco Borromini, zmagając się z problemem wilgotności pomieszczeń, obecnym również i dzisiaj. Na marmurowym ołtarzu znajduje się płaskorzeźba Święta Agnieszka prowadzona na męczeńską śmierć dłuta Giovanniego Burattiego (1661–1663). W 1885 roku kryptę odrestaurował Andrea Busiri Vici, natomiast ściany i sklepienia udekorował w 1893 roku Eugenio Cisterna. Jego malowidła, dziś niemal całkowicie zniszczone, inspirowane były życiem Świętej Agnieszki oraz Apokalipsą Świętego Jana.

## Zakrystia
Zakrystia kościoła Sant’Agnese została zbudowana w latach 1658–1666 według projektu Francesco Borrominiego. Jest ona wkomponowana w strukturę budynku Collegio Innocenziano, a z kościołem połączona korytarzem. Po rezygnacji Borrominiego została ukończona przez Andrea Barattę. Jest ona dostępna przez korytarz, który od via dell’Anima prowadzi do północnego ramienia Kościoła. Zakrystia to prostokątne pomieszczenie z wypukłymi narożnikami, łączące funkcje sakralne z prywatnych potrzebami rodziny Pamphili i mające typowy dawnych kościołów chrześcijańskich podział na cztery części: wejście, narteks, nisza z marmurową umywalką wykonaną przez Andrea Barattę, połączona z właściwą zakrystią dużym łukiem. W narożnikach zakrystii znajdują się otwarte nisze z górującymi nad nimi niewielkimi emporami, przesłoniętymi żelaznymi kratami. Nisze były niegdyś bogato zdobione malowidłami i złoconymi sztukateriami. Prezbiterium zakrystii to niewielka, prostokątna przestrzeń (płytsza niż pierwotnie planowano) ze sklepieniem kolebkowym, poświęcona Dziewicy Maryi, z freskami Francesca Allegriniego, przedstawiającymi historie z życia Maryi (1660): Madonna na ołtarzu (dzisiejszy obraz Niepokalanej pochodzi z XVIII wieku), Narodzenie Maryi, Zwiastowanie na bocznych ścianach, Anioły w adoracji na tylnej ścianie i Wniebowzięcie Najświętszej Maryi Panny na sklepieniu. Pomieszczenie zakrystii oświetlają pary okien umieszczone w ścianach północnej i zachodniej.

## Kardynałowie
Kościół Sant’Agnese in Agone jest jednym z kościołów tytularnych nadawanych kardynałom (Titulus Sanctae Agnetis in Agone). Tytuł ten, jako nadawany kardynałom-prezbiterom ustanowił papież Leon X 6 lipca 1517 roku, natomiast papież Innocenty X 5 października 1654 roku przeniósł tytuł do bazyliki św. Agnieszki za Murami. W roku 1998 papież Jan Paweł II ponownie uczynił kościół Sant’Agnese in Agone kościołem tytularnym, ale tym razem z tytułem kardynała-diakona.
Kardynałowie-prezbiterzy:

- Andrea della Valle (1517-1525)
- vacat (1525-1533)
- Claude de Longwy de Givry (1533-1561)
- Pier Francesco Ferrero (1561-1565)
- vacat (1565-1570)
- Carlo Grassi (1570-1571)
- vacat (1571-1587)
- Antonio Maria Galli (1587-1600)
- vacat (1600-1605)
- Jacques du Perron (1605-1618)
- vacat (1618-1621)
- Andrea Baroni Peretti (1621-1621)
- Ottavio Ridolfi (1622-1623)
- vacat (1623-1628)
- Girolamo Colonna (1628-1639)
- Girolamo Verospi (1642-1652)
- Baccio Aldobrandini (1652-1654)

Kardynałowie-diakoni:
Lorenzo Antonetti (1998-2008), kardynał prezbiter pro hac vice (2008-2013)
- Gerhard Ludwig Müller (2014-nadal)